# Рудно поље Суво рудиште
Рудно поље Суво рудиште од давнина је познато као највеће скарновско лежиште праћено рудом гвожђа, налази се испод Панчићевог врха на Копаонику.
Рудно поље се простире у правцу северозапада и запада. Контура се идентификује с контактно-метаморфорним ореолом тријарских седимената у чијем је језгро гранодиоритски интрузив Копаонка. Лежиште Суво рудиште је класичан површински откоп амфитеатралног облика настао као последица интензивне експлоатације. Остала је депресија елипсоидног облика (дужи пречник око 350m, краћи око 200m, што чини око 7ha хоризонталне пројекције уз бочна проширења од око 2—2,5ha као пратеће активне површине). Експлоатација руда је вршена и јамским путем, тако да се испод површине налази већи број јамских просторија из којих је руда извађена, а данас се из њих дренира и истиче подземна рудничка вода.